# سكوت مريديث
سكوت مريديث (بالإنجليزية: Scott Meredith)‏ هو وكيل أدبي أمريكي، ولد في 1923، وتوفي في 1993.